# Cachrypterus nanus
Cachrypterus nanus är en mångfotingart som beskrevs av Carl Graf Attems 1951. Cachrypterus nanus ingår i släktet Cachrypterus och familjen fingerdubbelfotingar. Inga underarter finns listade i Catalogue of Life.